# Bellavista (Llucmajor)
Bellavista és una urbanització d'habitatges unifamiliars, inicialment de segona residència, però actualment predomina la primera residència, al terme municipal de Llucmajor. Situada a la badia de Palma, entre el caló de Can Mercadal o de sa Partió al nord i el caló Fort al sud, dins terrenys de la possessió de Son Granada de Baix. Fa partió amb la urbanització Cala Blava al nord. És la primera urbanització que es construí en aquest terme municipal. Té 32 ha de superfície i el pla parcial fou aprovat el 1958, promogut pels germans Josep i Sebastià Nadal Catany, amb un projecte de l'urbanista Gabriel Alomar i Esteve.